# Ibrahim Afissou
Ibrahim Afissou est un joueur de football togolais ayant joué dans les rangs du Besançon Racing Club entre 1955 et 1958.

## Biographie
Il a fait ses débuts dans le club de l'Étoile Filante de Lomé. Il passera ensuite au Gabon où il se fait rapidement remarquer comme inter gauche.
Lisbonne le sollicite à la suite d'une rencontre de coupe contre l'équipe de Sao Tomé. Un mois avant son départ pour Besançon, en quart de finale de la coupe de la Guinée espagnole, alors que son équipe perdait par 3 à 0, cinq minutes avant la fin, il marque coup sur coup trois magnifiques buts qui assurent le nul. À Besançon, Afissou se fait vite remarquer par sa rapidité, sa vitalité et son sens du but. Au total il a joué 32 matches en deuxième division.